# Moștenire vacantă
Moștenirea vacantă reprezintă situația în care patrimoniul unei persoane nu poate fi dat spre moștenire, fie deoarece nu există moștenitori eligibili, fie deoarece aceasta nu și-a precizat în cadrul unui testament, fie deoarece aceștia au ales să nu accepte moștenirea.